# Тарасковская Плотина
Тарасковская Плотина — опустевший хутор в Кувшиновском районе Тверской области. Входит в состав Могилёвского сельского поселения.

## География
Находится в центральной части Тверской области на расстоянии приблизительно 6 километров (по прямой) на запад от Кувшинова, административного центра района на левом берегу реки Осуга.

## История
На карте 1941 года здесь были отмечены безымянные строения. Плотина на реке Осуга была построена уже после Великой Отечественной войны, после ее постройки существовало Тарасковское водохранилище. В настоящее время плотина разрушилась. От построек населенного пункта остались только фундаменты.

## Население
Численность населения не была учтена как в 2002 году, так и в 2010.